# Битка код Нејзбија (1645)
Битка код Нејзбија водила се 14. јуна 1645. између ројалиста и снага Парламента у енглеском грађанском рату. Завршена је одлучујућим поразом ројалиста.

## Битка
Снаге Парламента, под командом Томаса Ферфакса и Оливера Кромвела, биле су распоређене око 1,5 km североисточно од Нејзбија (место у средњој Енглеској око 20 км југоисточно до Лестера). Насупрот њима стајала је бројно слабија војска под командом краља Чарлса I. У напад је најпре прешло десно крило ројалиста (коњица) и убрзо постигло значајан успех. Међутим, када је напала коњица Парламента (десно крило) под Кромвеловом командом, брзо је потисла лево крило противника, а затим присилила коњичку резерву (краљева гарда) да напусти бојиште. Мањи део десног крила упућен је у гоњење, а остатак, с пешадијом у центру, сручио се на центар краљеве војске и разбио га.

## Последице
Краљева војска имала је велики број погинулих и заробљених, уништена јој је сва пешадија, знатан део коњице и заплењена сва артиљерија. Заплењена су и одмах објављена и краљева писма, у којима краљ отворено тражи војну помоћ од Француске против сопственог народа, што је поткопало Чарлсов углед чак и међу ројалистима. Битка код Нејзбија одлучила је Први грађански рат (1642–47) у корист Парламента.